# Francisco Benjamim
Francisco Benjamin Fonseca de Carvalho (Aracaju, 11 de abril de 1938 — Salvador, 11 de setembro de 2014) foi um jurista e político brasileiro. Exerceu o mandato de deputado federal constituinte em 1988.

## Biografia
Francisco Benjamim nasceu no dia 11 de abril de 1938, no município de Aracaju, capital do Sergipe.  Formou-se advogado em 1961. 
Filho de Benjamim Alves de Carvalho com Hortência Rollemberg da Fonseca Carvalho, ingressou na vida política aos 19 anos. Finalizou seus estudos em Aracaju e em Salvador, Bahia. Cursou direito na Universidade Federal da Bahia e atuou como promotor público substituto aos 19 anos, na cidade de Riachão do Dantas, localizada no estado do Sergipe.
Em 11 de setembro de 2014 teve um mal súbito que o levou a morte enquanto assistia televisão em sua fazenda no estado de Sergipe, provavelmente teve um infarto.

## Carreira Política
Em 1957, Francisco Benjamim já estava exercendo a função de promotor público substituto. No ano seguinte, o político se tornou oficial de gabinete do governo da Bahia, por Juraci Magalhães. Em 1960 foi nomeado procurador do estado. Em 1961, Benjamim ainda fez bacharelado na UERJ (Universidade do Estado do Rio de Janeiro), que na época era chamada de Universidade do Estado de Guanabara. Já em 1962, retornou para Salvador, onde virou revisor fiscal e promotor adjunto. 
Já exerceu mandatos na câmara dos deputados em 1979 até 1983 filiado à ARENA (Aliança Renovadora Nacional), de 1983 à 1987 pelo PDS (Partido Democrático Social), em 1987 até 1991 pelo PFL, atualmente conhecido como DEM (Democratas).